# Mohamed Safwat
Mohamed Safwat (Caïro, 19 september 1990) is een Egyptisch professioneel tennisspeler.

## Palmares
| Legenda                       | Legenda               |
| ----------------------------- | --------------------- |
| Grand Slam                    |                       |
| Olympische Spelen             |                       |
| tot 2009                      | vanaf 2009            |
| Tennis Masters Cup            | ATP Finals            |
| ATP Masters Series            | ATP Tour Masters 1000 |
| ATP International Series Gold | ATP Tour 500          |
| ATP International Series      | ATP Tour 250          |

### Enkelspel
| Gewonnen challengers herendubbel |                 |                                 |           |           |             |
| 1.                               | 9 februari 2020 | Launceston (Tasmanië)Launceston | Hardcourt | Alex Bolt | 7-6(5), 6-1 |

### Dubbelspel
| Nr.                              | Datum             | Toernooi   | Ondergrond | Partner           | Tegenstanders in finale           | Score            | Details |
| -------------------------------- | ----------------- | ---------- | ---------- | ----------------- | --------------------------------- | ---------------- | ------- |
| Gewonnen challengers herendubbel |                   |            |            |                   |                                   |                  |         |
| 1.                               | 22 juni 2014      | Mohammedia | Gravel     | Fabiano De Paula  | Richard Becker Elie Rousset       | 6-2, 3-6, [10-6] |         |
| 2.                               | 27 oktober 2015   | Casablanca | Gravel     | Laurynas Grigelis | Thiemo De Bakker Stephan Fransen  | 6-4, 6-3         |         |
| 3.                               | 17 september 2016 | Meknes     | Gravel     | Luca Margaroli    | Pedro Martinez Oriol Roca Batalla | 6-4, 6-4         |         |

## Resultaten grote toernooien
| Legenda | Legenda                          |
| ------- | -------------------------------- |
| g.t.    | geen toernooi gehouden           |
| l.c.    | lagere categorie                 |
| –       | niet deelgenomen                 |
| G       | uitgeschakeld in de groepsfase   |
| 1R      | uitgeschakeld in de eerste ronde |
| 2R      | uitgeschakeld in de tweede ronde |
| 3R      | uitgeschakeld in de derde ronde  |
| 4R      | uitgeschakeld in de vierde ronde |
| KF      | uitgeschakeld in de kwartfinale  |
| HF      | uitgeschakeld in de halve finale |
| F       | de finale verloren               |
| W       | het toernooi gewonnen            |
| w-v     | winst/verlies-balans             |

### Enkelspel
| grandslamtoernooien  |      |      |      |     |
| Australian Open      | –    | –    | 1R   | –   |
| Roland Garros        | 1R   | –    | –    | –   |
| Wimbledon            | –    | –    | g.t. | –   |
| US Open              | –    | –    | 1R   | –   |
| olympisch            |      |      |      |     |
| Olympische Spelen    | g.t. | g.t. | g.t. | 1R  |
| statistieken         |      |      |      |     |
| totaal aantal titels | 0    | 0    | 0    | 0   |
| eindejaarsranking    | 184  | 175  | 154  | 214 |